# بزابور
بزابور (به عربی: بزابور) یک روستا در سوریه است که در ناحیه مرکزی اریحا واقع شده‌است. بزابور ۱٬۳۸۹ نفر جمعیت دارد.